# ساوث باي
ساوث باي (بالإنجليزية: South Bay)‏ هي مدينة أمريكية تقع في ولاية فلوريدا. تبلغ مساحة هذه المدينة 9.6 (كم²)،ويبلغ عدد سكانها 4506 نسمة حسب إحصاء سنة 2010 م 4506.تشير إحصاءات سنة 2000م بأن الكثافة السكانية في هذه المدينة تقدر بـ(550.4) نسمة/كم2 